# Thom Wilson
Thom Wilson (... – 8 febbraio 2015) è stato un produttore discografico e ingegnere statunitense.
Famoso per aver prodotto l'album Smash degli Offspring.
Wilson ha iniziato la sua carriera nella metà degli anni settanta come ingegnere in ambito musicale, registrando per i Seals & Crofts e per Burton Cummings. Ha iniziato a lavorare come produttore in album punk a partire dai primi anni ottanta.
Nel 2003 Wilson ha deciso di ritirarsi dal mondo dell'industria musicale dopo aver prodotto l'album Three dei Joykiller.

## Produzione discografica
- My Own Way to Rock - Burton Cummings (1977)
- Takin' It Easy - Seals & Crofts (1978)
- Disconnected - Stiv Bators (1981)
- The Adolescents - The Adolescents (1981)
- Only Theatre of Pain - Christian Death (1982)
- Plastic Surgery Disasters - Dead Kennedys (1982)
- 13.13 - Lydia Lunch (1982)
- Dance with Me - T.S.O.L. (1982)
- Peace Thru Vandalism - The Vandals (1982)
- Mommy's Little Monster - Social Distortion (1983)
- When in Rome Do as the Vandals - The Vandals (1984)
- Slippery When Ill - The Vandals (1989)
- The Offspring[2][3][4] - The Offspring (1989)
- Baghdad[5][6] - The Offspring (1991)
- Ignition[7] - The Offspring (1992)
- Smash[1] - The Offspring (1994)
- Big Choice - Face to Face (1994)
- Maniacal Laughter - The Bouncing Souls (1996)
- The Bouncing Souls - The Bouncing Souls (1997)
- Out on a Wire - Eve Selis (1998)
- Hopeless Romantic - The Bouncing Souls (1999)
- The Aquabats vs. the Floating Eye of Death! and Other Amazing Adventures Vol. 1 - The Aquabats (1999)
- A Place Called Home - Ignite (2000)
- Devil in Paradise  - Mock (2001)
- Three - The Joykiller (2003)